# Остролодочник Врангеля
Остролодочник Врангеля (лат. Oxytropis wrangelii) — вид растений рода Остролодочник (Oxytropis) семейства Бобовые (Fabaceae), растущий в щебнистых тундрах и на тундровых луговинах пологих склонов и террас острова Врангеля и востока Чукотского полуострова.
Вид назван в честь российского мореплавателя и адмирала Фердинанда Петровича Врангеля.

## Ботаническое описание
Образует крупные мохнато-волосистые рыхловатые дерновинки. Стрелки не длиннее листьев. Прилистники крупные, заострённые, широкояйцевидные, перепончатые, сросшиеся между собой до середины, с несколькими жилками, вначале с прижатыми волосками. Листочки в 4—10 ложных мутовках, на верхушке и внизу супротивные или очерёдные, овально-продолговатые или продолговато-ланцетные, мохнатые от длинных волосков, у основания с сидячими полупрозрачными желёзками.
Кисти рыхловатые, головчатые, с поникающими нижними цветками. Прицветники узкие, длиннее чашечки. Чашечка трубчато-колокольчатая, мохнатая от черных и длинных белых волосков, с узкими зубцами в 1,5—2 раза короче трубки. Венчик красно-фиолетовый, по отцветании синеватый. Флаг 18—27 мм длиной, на верхушке глубоко выемчатый. Бобы продолговато-овальные, с крупным носиком, твёрдоперепончатые, шерстистые от чёрных волосков с примесью длинных белых, с широкой брюшной перегородкой. 2n=64.